# Woco
Woco GmbH er en tysk underleverandør til bilindustrien med hovedkvarter i Bad Soden-Salmünster i Hessen. Deres produkter omfatter akustik, aktuatorer og polymersystemer.
Woco blev grundlagt af Franz Josef Wolf i 1956. Virksomheden er familiejet og driver forretning i 10 lande. I 2020 havde de  ca. 5.000 ansatte og en omsætning på 615 mio. euro.